# Paralisia obstétrica
Paralisia Obstétrica é uma lesão neuronal nas fibras do plexo braquial - nervos responsáveis pelo movimento e sensibilidade das mãos, dos braços e dos dedos, resultante de dificuldades no parto, quando manobras do obstetra tracionam a coluna cervical. Ocorre em cerca de 25 a cada 10.000 nascidos.

## História
Foi primeiramente relatada por Smelie em 1764.
Em 1872, Duchene de Boulogne  descreve quatro casos de crianças com paralisia do plexo braquial resultante de dificuldades no parto e, em 1874, Erb descreve paralisias em adultos com as mesmas características.
A médica Augusta Klumpke, em 1885, sugere uma explicação para o sinal de Horner neste tipo de lesão: avulsão das raízes C8-T1 com envolvimento do sistema nervoso simpático cervical homolateral.
Thorburn, em seu trabalho de 1903, assume que a lesão devia-se a rupura ou estiramento excessivo do plexo braquial. No mesmo ano, Kennedy descreve um tratamento cirúrgico para a paralisia obstétrica.
Taylor e Clark et al. descrevem casos de intervenção cirúrgica como tratamento, porém sem resultados e com alta taxa de mortalidade nos pacientes.

## Classificação
Manifesta-se em três formas clínicas distintas, determinadas pela localização e gravidade da lesão.
| Tipo                         | Raízes  | Manifestações |
| Erb-Duchenne(paralisia alta) | C5 a C7 | Braço acometido sem movimento, ao lado do corpo, com o ombro rodado internamente, cotovelo estendido e punho ligeiramente fletido. Perda da abdução e da rotação externa do braço. Incapacidade para a flexão do cotovelo e supinação do antebraço. Ausência do reflexo bicipital e de Moro no lado acometido. Preservação da força do antebraço e da capacidade de preensão da mão. Possibilidade de deficiência sensorial na face externa do braço, antebraço, polegar e indicador |
| Klumpke(paralisia baixa)     | C8 e T1 | Flexão do cotovelo e supinação do antebraço. Acometimento dos músculos da mão com ausência do reflexo de preensão palmar. Reflexo bicipital e radial presentes. Síndrome de Horner (ptose palpebral, enoftalmia, miose, e anidrose facial) quando há envolvimento das fibras simpáticas cervicais e dos primeiros nervos espinhais torácicos |
| Completa                     | C5 a T1 | Membro superior acometido flácido com todos os reflexos ausentes |
| ---------------------------- | ------- | --- |

O tipo Erb-Duchene é mais comum, correspondendo a 75% dos casos. Nesta forma, o reflexo de Moro  é assimétrico, o reflexo de preensão palmar está presente e o de flexão do cotovelo ausente. A sensibilidade táctil é normal no antebraço e mão e não se observam alterações vasomotoras. Em até 40% dos casos ocorre recuperação espontânea até o 18°  mês de vida, se isto não ocorrer, surgem então deformidades musculares e nas articulações, causando limitação de movimentos: abdução e rotação do braço e flexão do cotovelo.
O segundo tipo mais comum de paralisia obstétrica é a Completa, com cerca de 24% dos casos. Nesta forma, os reflexos estão ausentes, assim como a sensibilidade táctil, e são observadas alterações vasomotoras (palidez ou vermelhidão da pele). Pode ocorrer ainda a síndrome de Claude-Bernard-Horner: pálpebra caída, olho pequeno e pupila pequena. Em alguns casos esta forma evolui para a Erb-Duchene.
A forma mais rara é o tipo Klumpke; seu prognóstico é pior, não havendo melhora espontânea e sobrevindo atrofia muscular e crescimento prejudicado do membro afetado. Encontram-se presentes o reflexo de Moro e o de flexão do cotovelo, e ausente o de preensão palmar. A sensibildade táctil está ausente na mão e antebraço. Também é comum nesta forma a síndrome de Claude-Bernard-Horner.

### ClassificaçãoCID-10
Fonte: DATASUS
CID-10 P14.0 Paralisia de Erb-Duchene devida a traumatismo de parto
CID-10 P14.1 Paralisia de Klumpke devida a traumatismo de parto

## Métodos de Diagnóstico
E muitos casos, é a própria mãe que sinaliza ao médico sobre a "fraqueza" e imobilidade do braço do recén-nascido, além do choro quando o mesmo é manipulado.
O diagnóstico é clínico, combinando o histórico do parto a uma avaliação neurológica: motricidade; sensibilidade; sistema nervoso autônomo.
Podem ser solicitados exames de apoio ao diagnóstico, como radiografia simples; ultrassonografia e eletroneuromiografia.
Exames como a tomografia computadorizada ou ressonância nuclear magnética permitem a determinação clara da lesão.